# Sociedade Administradora de Direitos de Execução Musical do Brasil
Sociedade Administradora de Direitos de Execução Musical do Brasil ou SADEMBRA é uma instituição brasileira, actualmente com cerca de 5 mil sócios, fundada a 27 de dezembro de 1956, que faz a defesa aos direitos autorais do Brasil.
A sua fundação teve como base um conjunto de entidades, nomeadamente editoras, e também diversos autores. Posteriormente à sua fundação teve lugar a formação da coligação “SBAT – SBACEM – SADEMBRA”, com vista a dar representação a artistas de outras áreas. Houve também, posteriormente a criação do Escritório Central de Arrecadação e Distribuição, que teve como resultado a desagregação do conjunto inicial de parceiros. O quadro social da sociedade foi ampliado para incluir outro tipo de artistas na área da música, nomeadamente na área da produção musical, de intérpretes e músicos.
Durante a década de 1980, era uma das arrecadadoras mais poderosas dentro do ECAD; juntamente com a SICAM e a UBC, possuía até 56 votos.
Durante a década de 1990, houve um racha entre a SADEMBRA e o ECAD: em janeiro de 1995, a associação se desligou do ECAD, mas um mês após, próximo ao Carnaval, o escritório central conseguiu uma liminar na justiça impedindo o desligamento. 
Na década de 2000, era uma das entidades consideradas como administradas.
Em julho de 2017, a situação se inverteu, e após denúncias de que a SADEMBRA não repassava as verbas referentes aos direitos autorais de seus filiados, por decisão da assembleia-geral, o ECAD decidiu excluir a SADEMBRAS.